# 4月21日 (旧暦)
旧暦4月21日は旧暦4月の21日目である。六曜は赤口である。

## できごと
- 長暦元年（ユリウス暦1037年5月9日） - 長元より長暦に改元
- 承安元年（ユリウス暦1171年5月27日） - 嘉応より承安に改元
- 天正11年（グレゴリオ暦1583年6月11日） - 賤ヶ岳の戦いで柴田勝家が羽柴秀吉に敗北。越前北ノ庄に敗走し3日後に自害
- 安政元年（グレゴリオ暦1854年5月11日） - 伊豆代官・江川英龍が伊豆韮山に大砲鋳造の為の反射炉を完成させる
- 明治元年（閏4月）（グレゴリオ暦1868年6月11日） - 明治新政府が政体書を発布。

## 誕生日
- 天平7年（ユリウス暦735年5月17日） - 勝道、僧（+ 817年）

## 忌日
- 天平20年（ユリウス暦748年5月22日） - 元正天皇、44代天皇
- （ユリウス暦1135年6月4日） - 徽宗、北宋の8代皇帝（* 1082年）